# Вали-ду-Параиба-Паулиста (мезорегион)

Вали-ду-Параиба-Паулиста на карте.

Вали-ду-Параиба-Паулиста (порт. Mesorregião do Vale do Paraíba Paulista) — административно-статистический мезорегион в Бразилии, входит в штат Сан-Паулу. Население составляет 2 264 594 человека (на 2010 год). Площадь — 16 192,247 км². Плотность населения — 139,86 чел./км².

## Демография
Согласно сведениям, собранным в ходе переписи 2010 г. Национальным институтом географии и статистики (IBGE), население мезорегиона составляет:
| Полное население                            | Полное население                            | Полное население                            | Полное население                            | 2 264 594 |
| ------------------------------------------- | ------------------------------------------- | ------------------------------------------- | ------------------------------------------- | --------- |
| в том числе:                                | Городское население                         | 2 131 296                                   | Процент городского населения, %             | 94,11     |
|                                             | Сельское население                          | 133 298                                     | Процент сельского населения, %              | 5,89      |
|                                             | Мужское население                           | 1 116 324                                   | Процент мужского населения, %               | 49,29     |
|                                             | Женское население                           | 1 148 270                                   | Процент женского населения, %               | 50,71     |
| Плотность населения, чел/км²                | Плотность населения, чел/км²                | Плотность населения, чел/км²                | Плотность населения, чел/км²                | 139,86    |
| Население мезорегиона в % к населению штата | Население мезорегиона в % к населению штата | Население мезорегиона в % к населению штата | Население мезорегиона в % к населению штата | 5,49      |

## Статистика
- Валовой внутренний продукт на 2003 составляет 31 013 616 957,00 реалов (данные: Бразильский институт географии и статистики).
- Валовой внутренний продукт на душу населения на 2003 составляет 14 578,28 реалов (данные: Бразильский институт географии и статистики).
- Индекс развития человеческого потенциала на 2000 составляет 0,820 (данные: Программа развития ООН).

## Состав мезорегиона
В мезорегион входят следующие микрорегионы:
1. Бананал
2. Кампус-ду-Жордан
3. Карагуататуба
4. Гуаратингета
5. Параибуна/Парайтинга
6. Сан-Жозе-дус-Кампус